# 21ガンズ
「21ガンズ」（21 Guns）は、アメリカのパンク・ロックバンド、グリーン・デイの楽曲。バンドの8枚目のアルバム『21世紀のブレイクダウン』に収録。セカンドシングルとしてカットされ、アメリカのビルボードチャートでは、ホット100チャートで22位、ホット・メインストリーム・ロック・トラックスチャートで17位を記録している。
作詞はビリー・ジョー・アームストロング、作曲はグリーン・デイ。

## 概要
ビリーによるアコースティックギターなどによるイントロではじまり、サビはトレ・クールのドラムやマイク・ダーントによるベースを含むバンドサウンドのアレンジになっている。
この曲にはプロモーション・ビデオが制作されており、バンドのメンバーによる演奏シーンや男女のカップル（アルバムのストーリーの主人公、"クリスチャン"と"グロリア"）によるシーン、銃弾が飛び交うシーンなどを中心とした作品となっている。また、ビデオにはサポートメンバーのギタリスト、ジェイソン・ホワイトも出演している。このビデオは、2009年のMTV Video Music Awardsで最優秀ロックビデオ賞、最優秀監督賞、最優秀撮影賞を受賞している。
また、21ガンズは2009年6月に公開された映画『トランスフォーマー: リベンジ』の挿入歌に起用され、同月発売のサウンドトラックに収録されている。
21ガンズはバンドのライブでも演奏されている。ライブの模様は、EP『21ガンズ・ライヴ』に収録された。

## ミュージカル・キャスト・バージョン
グリーン・デイによるミュージカル『アメリカン・イディオット』の出演者と共に、新たに21ガンズのレコーディングが行われ、公式サイトとiTunesにて発表された。また、新たにミュージカル出演者とバンドが出演しているプロモーション・ビデオも公開された。